# Seznam italijanskih nogometnih reprezentantov
Seznam italijanskih nogometnih reprezentantov.

## B
- Andrea Barzagli
- Gianluigi Buffon

## C
- Mauro Camoranesi
- Giorgio Chiellini

## D
- Alessandro Del Piero

## M
- Roberto Mancini

## N
- Alessandro Nesta

## O
- Massimo Oddo

## P
- Gianluca Pagliuca
- Angelo Peruzzi
- Andrea Pirlo